# 캉탱 비고
캉탱 비고(폴란드어: Quentin Bigot, 1992년 12월 1일~)는 프랑스의 육상 선수로 주종목은 해머던지기이다.  2012년 하계 올림픽과 2020년 하계 올림픽에 참가했으며 세계 선수권 대회에서 은메달 1개를 획득했다.